# Cyrtodactylus semenanjungensis
Espèce
Cyrtodactylus semenanjungensis est une espèce de geckos de la famille des Gekkonidae.

## Répartition
Cette espèce est endémique du Johor en Malaisie.

## Description
C'est un gecko insectivore, nocturne et terrestre.

## Étymologie
Son nom d'espèce, composé de semenanjung, péninsule en malais, et du suffixe latin -ensis, « qui vit dans, qui habite », lui a été donné en référence au lieu de sa découverte, la péninsule Malaise.

## Publication originale
- Grismer & Leong, 2005 : New Species of Cyrtodactylus (Squamata: Gekkonidae) from Southern Peninsular Malaysia. Journal of Herpetology, vol. 39, no 4, p. 584-591 (texte intégral).